# Partij Nationale Solidariteit

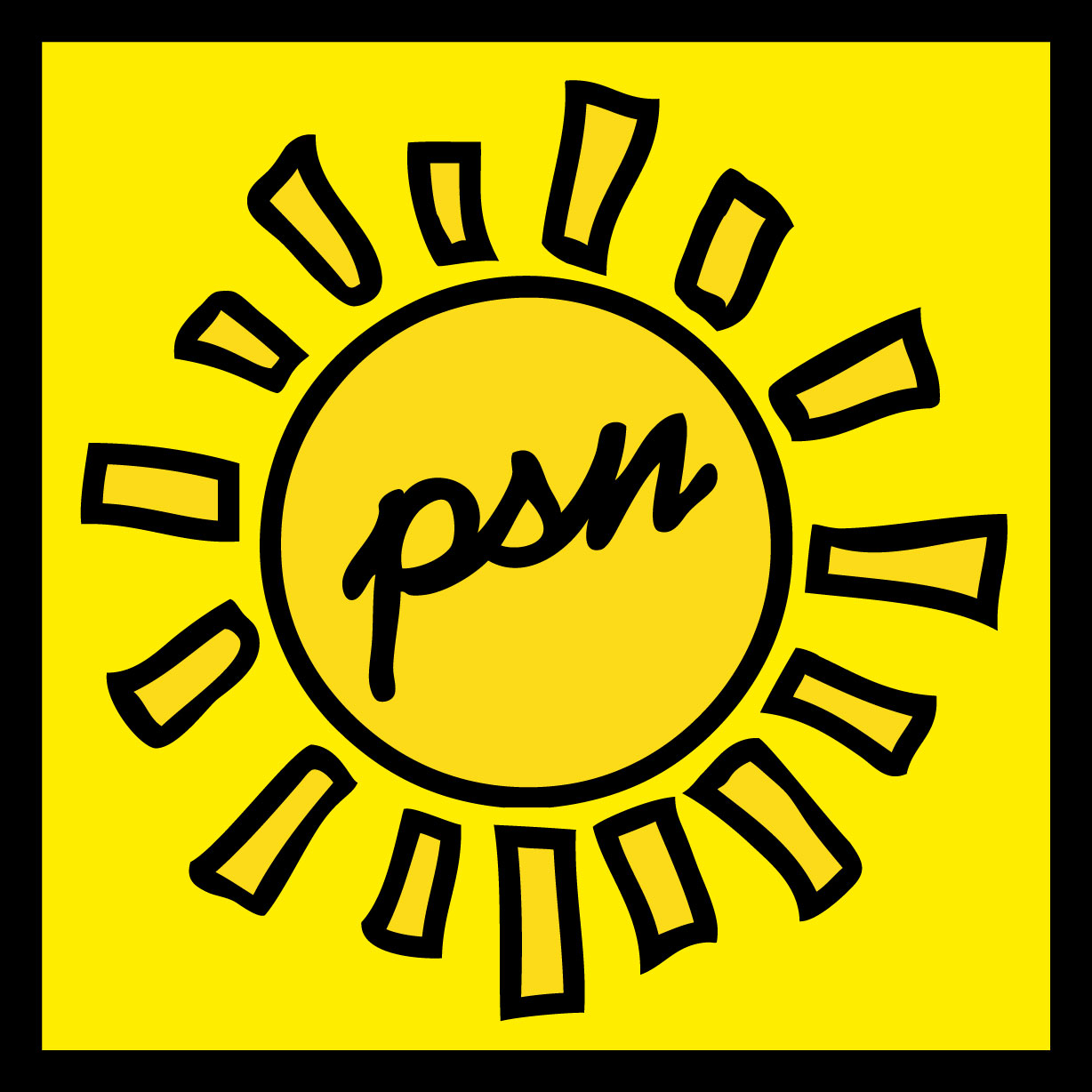
logo PSN

De Partij Nationale Solidariteit (Partido Solidaridad Nacional, PSN) is een politieke partij in Peru die in 1998 werd opgericht door Luis Castañeda Lossio.

## Achtergrond
Castañeda nam het initiatief voor de partij op 5 mei 1998 en deed sindsdien in allianties mee aan verkiezingen in Peru. Op 4 mei 2006 kreeg de PSB officieel de status van politieke partij van de verkiezingsraad (Jurado Nacional de Elecciones).
Tijdens de verkiezingen van 2000 deed Castañeda tevergeefs een gooi naar het presidentschap en behaalde hij slechts 1,8% van de stemmen. Nadat Lourdes Flores tijdens de verkiezingen van 2001 een derde plaats behaalde als presidentskandidaat, verbond de PSN zich met haar Alliantie Nationale Eenheid (Alianza Electoral Unidad Nacional).
In deze alliantie werkte de PSN ook samen tijdens de gemeentelijke verkiezingen van 2002, waarin Castañeda zich kandidaat had gesteld voor het burgemeesterschap van Lima. Hij won deze verkiezingen van Alberto Andrade Carmona en trad in 2003 aan in deze functie. Ook in tijdens de landelijke verkiezingen van 2006 steunde de PSN de kandidatuur van Flores in de Alliantie Nationale Eenheid, onderwijl werd Castañeda dat jaar herkozen als burgemeester van Lima.
In 2008 werd de alliantie ontbonden en in de aanloop naar de landelijke verkiezingen van 2011 richtte Castañeda de Alliantie Nationale Solidariteit op. Zijn kandidatuur voor het presidentschap leverde hem 8,6% van de stemmen op waardoor hij meteen in de eerste ronde strandde. In het Peruviaanse congres behaalde de alliantie 9 van de 130 zetels.